# Эбесилио, Кайл
Кайл Стефен Джоэл Эбесилио (нидерл. Kyle Stephen Joel Ebecilio; родился 17 февраля 1994, Роттердам, Нидерланды) — нидерландский футболист, полузащитник.
Кузены Кайла — Джеффри и Маурисио Брума, также являются профессиональными футболистами.

## Клубная карьера
Эбесилио — воспитанник футбольной академии клуба «Фейеноорд» из своего родного города. В 2010 году его заметили скауты лондонского «Арсенала» и Кайл принял приглашение «пушкарей». В 2011 году он подписал свой первый профессиональный контракт. Спустя два года «Арсенал» попытался продлить соглашение, но Эбесилио у которого были предложения от других команд отказался подписывать новый контракт.
В 2013 году Кайл вернулся на родину, где подписал пятилетний контракт с «Твенте». 3 августа в матче против «Валвейка» он дебютировал в Эредивизи, заменив Дарио Танда во втором тайме. Уже в спустя неделю в поединке против своего родного «Фейеноорда» Эбесилио забил свой первый гол за «Твенте». В своём дебютном сезоне Кайл забил семь мячей, став одним из лучших бомбардиров команды.
Летом 2015 года Эбесилио на правах аренды перешёл в английский «Ноттингем Форест». 22 августа в матче против «Болтон Уондерерс» он дебютировал в Чемпионшипе. Кайл принял участие в пяти матчах, после чего получил травму и на поле за лесников больше не выходил. В начале 2016 года он на правах аренды перешёл в АДО Ден Хааг. 6 февраля в матче против «Роды» Кайл дебютировал за новую команду, заменив во втором тайме Кевина Янсена.

## Международная карьера
В 2011 году в составе юношеской сборной Нидерландов Эбесилио стал победителем юношеского чемпионата Европы в Сербии. На турнире он сыграл в матчах против команд Чехии, Румынии, Англии и дважды Германии. В поединках против немцев и англичан Кайл забил три гола, стал лучшим бомбардиром турнира, а также был признан его лучшим игроком.
Летом того же года Эбесилио принял участие в юношеском чемпионате мира в Мексике. На турнире он сыграл в матчах против команд Конго, Северной Кореи и Мексики. В поединке против мексиканцев Кайл забил гол.

## Достижения
Международные
Нидерланды (до 17)
- Юношеский чемпионат Европы — 2011

Личные
- Лучший бомбардир юношеского чемпионата Европы (3 гола) — 2011
- Лучший игрок юношеского чемпионата Европы — 2011